# Ішимське
Іши́мське (каз. Ишимское) — село у складі Жаксинського району Акмолинської області Казахстану. Адміністративний центр Ішимського сільського округу.
Населення — 995 осіб (2021; 1277 у 2009, 1603 у 1999, 1907 у 1989).
Національний склад станом на 1989 рік:
- казахи — 31 %;
- росіяни — 29 %.

Станом на 1989 рік село називалось Ішимка.